# Fred Crane

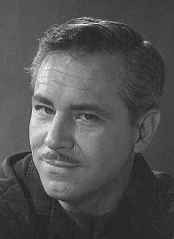
Fred Crane (1960er Jahre)

Herman Frederick „Fred“ Crane (* 22. März 1918 in New Orleans; † 21. August 2008 bei Atlanta) war ein US-amerikanischer Schauspieler und Radiomoderator.

## Leben
Fred Crane spielte College Football und trat in mehreren Theater-Produktionen in seiner Heimatstadt New Orleans auf. Im Alter von 20 Jahren ging er nach Hollywood. Dort bekam er schnell seine erste Rolle, mit der er berühmt werden sollte. Als er eine Freundin zu einem Vorsprechen begleitete, fiel er seines Südstaatenakzentes und seines guten Aussehens wegen auf und wurde engagiert. Er spielte den Brent Tarleton, einen Verehrer von Scarlett O'Hara, im Klassiker Vom Winde verweht. Jahre später beschrieb er in einem Interview diese Rolle mit den Worten: „Ich bin nur eine kleine Scherbe in einem großen Mosaik“. Bei den Dreharbeiten freundete er sich mit George Reeves an, der seinen Zwillingsbruder spielte und 1940 Trauzeuge bei seiner ersten Hochzeit wurde. Der Zweite Weltkrieg unterbrach die Karriere Cranes im Showbusiness.
Nach dem Krieg arbeitete Crane zunächst für das Fernsehen, wechselte aber schnell zum Radio, wo er vor allem an der Seite Jack Bennys erfolgreich war. In Film und Fernsehen hatte er deshalb nur insgesamt sieben Auftritte. 41 Jahre lang war er zusammen mit Carl Princi Programmdirektor des Radiosenders KFAC und moderierte dort das Morgenprogramm. Besonders bekannt war er für seine Stimme, mit der er vor allem dramatische Texte vortragen konnte.
Mit seiner fünften und letzten Frau betrieb er in Barnesville in Georgia zeitweise ein Hotel in einem früheren Lazarett der Konföderierten aus der Zeit des Sezessionskrieges. Dort bewahrte er auch Erinnerungsstücke an Vom Winde verweht auf. Crane starb nach Komplikationen im Anschluss an eine Beinvenenoperation in einem Krankenhaus bei Atlanta, Georgia. Er war der zweitletzte überlebende männliche Darsteller aus Vom Winde verweht; nur Kinderdarsteller Mickey Kuhn überlebte Crane.

## Filmografie
- 1939: Vom Winde verweht (Gone with the Wind)
- 1949: Cisco, der Banditenschreck (The Gay Amigo)
- 1960–1961: Lawman (TV, 3 Folgen)
- 1961: Surfside 6 (TV, 1 Folge)
- 1965: Lost in Space (TV, 1 Folge)
- 1965: Die Seaview – In geheimer Mission (Voyage to the Bottom of the Sea – TV, 1 Folge)
- 1987: General Hospital (TV, 1 Folge)